# Adolf Neuendorff

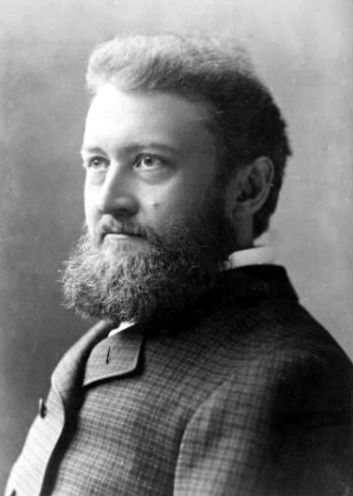
Adolf Neuendorff

Adolf Heinrich Anton Magnus Neuendorff  (* 13. Juni 1843 in Hamburg; † 4. Dezember 1897 in New York) war ein deutschamerikanischer Komponist, Violinist, Pianist, Dirigent, Regisseur und Theaterintendant.

## Leben
Geboren in Deutschland emigrierte Neuendorff im Alter von zwölf Jahren gemeinsam mit seinem Vater nach New York, wo er Musik studierte. Bereits 1859 debütierte er als Konzertpianist in der Dodworth Hall, im Jahre 1861 war er als Violinist auf Konzerttournee durch Brasilien. Nach kurzen Gastspielen in Wien und Berlin war Neuendorff, Adolf 1864/77 Kapellmeister  der Deutschen Oper in New York (hier EA Lohengrien, 1871, Walküre, 1877) schrieb Operetten und eine Oper Waldmeisters Brautfahrt (1887).
Verheiratet war er mit der Opernsängerin Georgine von Januschofsky.

## Schülerin
- Josefine Vettori

## Werke (Auswahl)
Sein Werkverzeichnis umfasst zwei Symphonien, mehrere Opern und einige Einzelausgaben für Klavier und Gesang.
Außerdem:
- The Rat-Charmer of Hamelin/Der Rattenfänger von Hameln (Operette, 1880) – daraus die Arie des Rattenfängers „Wandern, ach wandern“
- Don Quixote (Oper, 1882)
- Prince Waldmeister (Oper, 1887)
- The Minstrel (Oper, 1892)